# Basilica di San Tommaso Apostolo
La basilica di San Tommaso Apostolo è il principale luogo di culto cattolico di Ortona, in provincia di Chieti e sede vescovile dell'arcidiocesi omonima. 

## Storia

Basilica prima del 1943

La Cattedrale basilica dedicata a San Tommaso apostolo fu costruita sul sito di un antico tempio romano. Distrutta dai Normanni nel 1060, fu ricostruita.
Dopo che un terremoto ne aveva provocato la distruzione, che in quel periodo aveva interessato le regioni meridionali della penisola italica, venne nuovamente ricostruita e riaperta al pubblico il 10 novembre 1127 e dedicata a Santa Maria degli Angeli, come risulta dall'epigrafe conservata nell'annesso museo diocesano.
Dal 6 settembre 1258 custodisce le Ossa di san Tommaso apostolo. Il navarca ortonese, il pio Leone, insieme con i commilitoni, riportò sulla galea il corpo dell'Apostolo e la pietra tombale, dall'isola greca di Chio. Chio rappresentava uno spazio del secondo fronte di guerra, dove la flotta ortonese composta da tre galee, si era recato a combattere, al seguito dell'ammiraglio di Manfredi, Filippo Chinardo. Da quella data la basilica diventa centro di preghiera, richiamo di pellegrini, ma anche oggetto di varie distruzioni.
Il 17 febbraio 1427 in questa chiesa è stata solennemente proclamata la pace tra le città di Lanciano e Ortona patrocinata da Giovanni da Capestrano.
Nel 1566 subì l'assalto dei Turchi di Piyale Pascià e un incendio, che per fortuna non attaccò in modo irrimediabile il Corpo dell'Apostolo. Nel 1570, con l'istituzione della diocesi, il tempio fu rinnovato e notevolmente migliorato e gli ortonesi poterono acclamare il loro pastore nella persona di Giandomenico Rebiba, imparentato con il cardinale Scipione Rebiba.

Purtroppo nel 1799 la cattedrale subì nuovamente un'altra aggressione da parte dei Francesi. Fu ancora restaurata. 

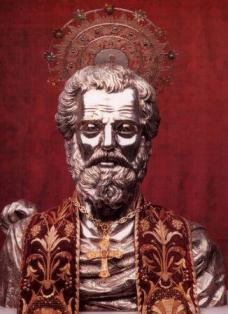
Busto reliquario di San Tommaso Apostolo

Il 5 novembre del 1943, il vicario della diocesi, mons. Luigi Carbone, il parroco di S. Tommaso don Pietro Di Fulvio e don Tommaso Sanvitale si ritrovarono insieme per un'importante decisione: dove e come salvare il busto d'argento di S. Tommaso. I Tedeschi, infatti, avevano mandato segnali contrastanti. Si erano informati del peso e del valore venale del busto. Un comandante cattolico si era impegnato a risparmiare la cattedrale e la torre semaforica. I tre sacerdoti, non sapendo a chi credere, dopo una meditata riflessione, decisero di “murare” il busto dell'Apostolo al secondo piano del campanile, in un angolo scuro, ricoperto di legname umido abbandonato. Procedettero in assoluto segreto lo stesso giorno alle ore 14, aiutati da due muratori: Nicola Di Fulvio, fratello del Parroco, e Peppino Valentinetti.
Poi venne la furia devastatrice della guerra, che causò alla città di Ortona oltre 1300 vittime civili e la perdita di tutto il patrimonio edilizio. La cattedrale fu letteralmente sventrata, rimase in piedi a malapena la sacrestia, sia pure con il pavimento ricoperto di macerie. L'11 gennaio 1944, quando la linea del fronte si andava allontanando, mons. Tesauri, arcivescovo di Lanciano e vescovo di Ortona, fece demolire l'altare costruito sulla tomba di san Tommaso. Estrasse l'urna che rivide la luce dopo 150 anni. In corteo le Ossa dell'Apostolo furono trasferite nel rione Castello, a casa del parroco. Il notaio redasse il relativo verbale. Intanto fu avviato lo sgombero delle macerie dalla sacrestia della cattedrale. L'avvocato Tommaso Grilli curò il recupero dei pezzi artistici andati in frantumi con la guerra, quelli relativi al portone principale di epoca sveva e al portale gotico di Nicola Mancino.
Il 16 luglio 1945, su un palco allestito nella piazza della cattedrale, tra la commozione degli ortonesi rientrati dallo sfollamento, mons. Tesauri celebrò in ritardo la festa del Perdono, che ricorre la prima domenica di maggio. Il sacro busto, estratto dal muro dove era rimasto nascosto, venne nuovamente esposto alla venerazione dei fedeli. Le altre reliquie del santo furono ritrovate intatte sotto all'altare.
La cattedrale ricostruita fu riaperta al culto e ridedicata il 5 settembre 1949, con una solenne cerimonia celebrata da mons. Gioacchino Di Leo, vescovo di Ortona e dal cardinale Federico Tedeschini.

## Architettura

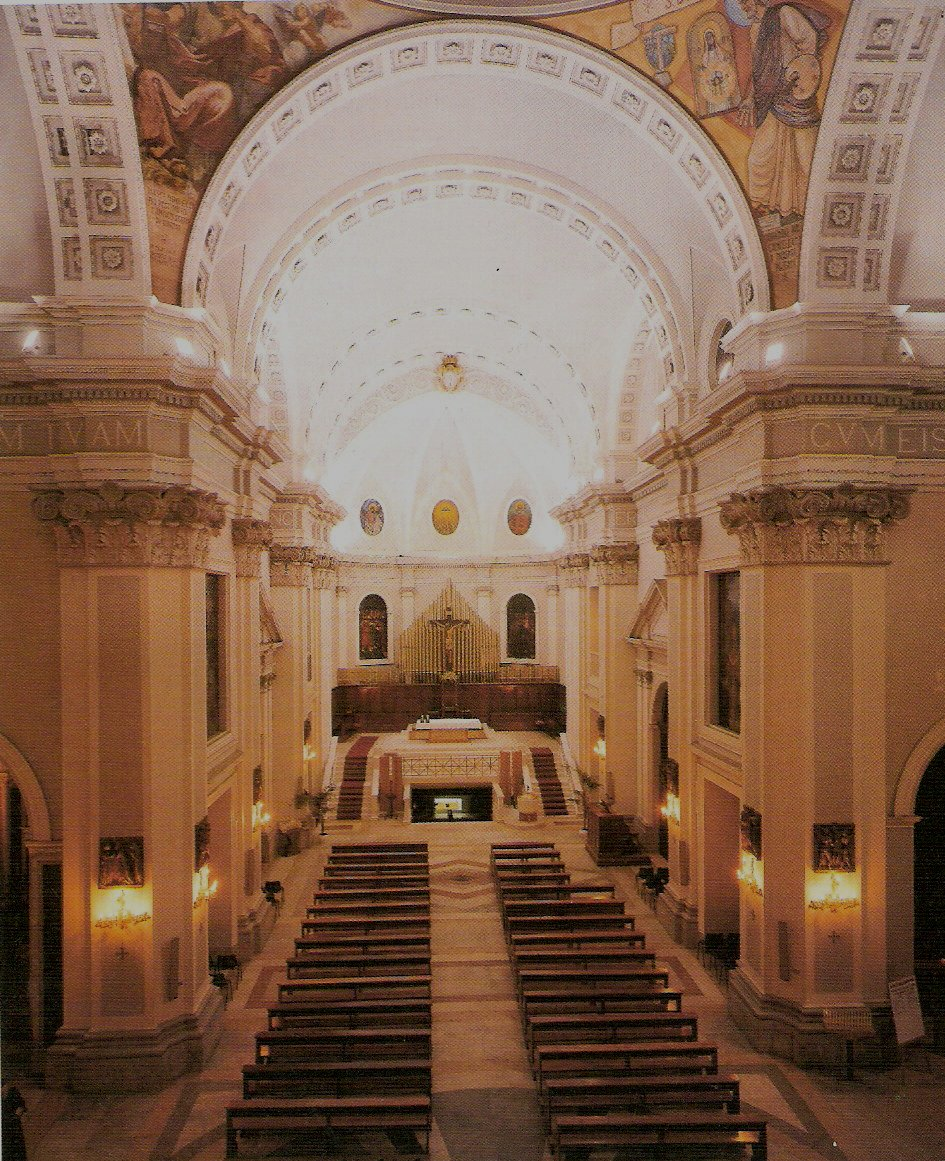
Navata centrale della basilica

La struttura originaria è testimoniata da dipinti settecenteschi e da foto dei primi del Novecento. La struttura era a pianta a croce latina di stampo barocco. La facciata era sormontata da due contrafforti a forma di costoloni classici che terminavano sulla sommità come un uncino. La facciata era inoltre decorata da un finestrone centrale rettangolare e da un portale medievale (oggi conservato) con arricchimenti barocchi. Davanti ad esso sorgeva un portico con ampie arcate.
Sulla sinistra c'era un torrione della chiesa medievale che fu riutilizzato come torretta dell'orologio con due campane per le ore. A destra della facciata vi era il campanile vero e proprio, più piccolo della torre, con tre archi sul lato maestro (era a pianta rettangolare) e due maggiori sul sinistro.
La cupola era diversa da quella attuale perché più bassa e maggiormente larga. La cupola di oggi ha più un aspetto stretto ed elevato.
All'interno sorgevano gli affreschi che oggi vediamo ricostruiti dettagliatamente. La cappella con la cripta di San Tommaso era al posto esatto della ricostruzione attuale, solo che la nicchia era affrescata. Fortunatamente la bara aurea con le reliquie è rimasta identica.

### Esterno
Nelle linee generali, l'edificio presenta uno schema longitudinale che sembra seguire il modello delle grandi basiliche pugliesi impostosi lungamente già nei primi decenni del Duecento.
La facciata è stata ricostruita nel 1947 dopo la distruzione da parte dei tedeschi della facciata settecentesca con mezza cupola e il porticato a nove colonne del trecento. Rimase integro solo il portale secondario dell'epoca sveva.
Sulla piazza c'è il portale principale ricostruito dopo la guerra da reperti recuperati dalle macerie: è opera di Nicola Mancini (1311). Nella lunetta troviamo, Maria con il Bambino, Giovanni Battista e Giovanni l'evangelista. Fu costruito sull'asse longitudinale con pietre sapientemente lavorate. L'utilizzazione di particolari qualità di calcare provenienti da antiche cave costiere è testimoniata fin dal secolo XIII; il loro utilizzo nell'architettura sveva è determinato dal fatto che questo materiale è particolarmente resistente all'azione del degrado da aerosol marino. La lavorabilità della pietra era un altro requisito per l'impiego, anche per fini decorativi di estrema raffinatezza, in particolare per la sua attitudine ad accogliere complessi motivi plastici tratti dal mondo vegetale e dal ricco repertorio geometrizzante tipico del periodo normanno-svevo.
Nella facciata si conservano archi ad ogiva, capitelli di epoca sveva, finestre con tribolatura di impianto gotico. Il nuovo campanile conserva il grande “campanone” di nota Sib2 avente diametro e altezza di rispettivamente di 168 cm e 200 cm fuso nel 1605 dai fratelli Paolucci di Chieti. L'abside risale al XIV secolo.

### Interno
Vi sono reperti del XIII secolo. La volta della navata centrale è stata realizzata nel Settecento, mentre quella dell'abside è trecentesca. Nella sacrestia antica a sinistra dell'altare maggiore, interessanti teste-mensola che reggono i costoloni della volta a vela. Nella cripta sotto al presbiterio, l'urna di rame dorato e la lapide tombale dell'apostolo con scritta greca. Gli affreschi della cupola sono del pittore Luciano Bartoli; la figura di Matteo è l'unica rimasta dopo la distruzione della basilica per opera dei tedeschi, che è stata eseguita da pittore Antonio Piermatteo. Le immagini della Via Crucis sono dell'artista ortonese Stefano Durante. Nella cripta il crocifisso pendente è stato eseguito dallo scultore Aldo D'Adamo

#### Cappella di San Tommaso

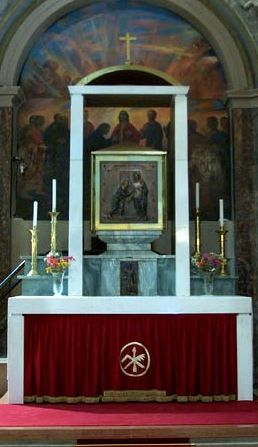
Cappella di San Tommaso

All'interno conserva i bassorilievi a stucco della prima metà dell'Ottocento da Vincenzo Perez. Ai suoi lati sono visibili le due ceramiche “ Gli ortonesi in Scio” e “L'arrivo a Ortona delle reliquie di San Tommaso” eseguite da Tommaso Cascella. Inoltre in questa cappella è custodito il busto d'argento reliquario di Tommaso (contiene alcuni frammenti delle ossa del cranio): è il terzo in ordine di tempo, fuso dalla fonderia Pani di Napoli nell'aprile dell'Ottocento. Il primo fu rubato nel 1528 dalle milizie mercenarie, il secondo fu rubato dai Francesi nel 1799 e poi fuso.

#### Cappella del Santissimo Sacramento

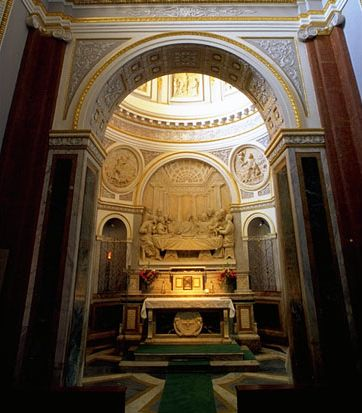
Cappella del Sacramento

Possiamo ammirare interessanti stucchi a due altorilievi “Ultima Cena” e “Sinite Parvulos” eseguiti nella prima metà dell'Ottocento da Vincenzo Perez. Sulle pareti della cappella si possono osservare due dipinti a olio del 1985 del pittore Franco Sciusco.

## Il Museo diocesano
Il primo nucleo della collezione museale fu raccolto nel secondo dopoguerra al fine di conservare e tutelare le numerose e pregevoli opere artistiche che vanno dal XII al XIX secolo, provenienti dal Duomo e da altri edifici di culto del territorio, scampate alla distruzione dei bombardamenti patiti dalla città di Ortona durante la Seconda Guerra Mondiale.
In occasione delle solenni celebrazioni per la festa del Perdono di San Tommaso Apostolo, il 3 maggio 1980, la struttura fu aperta al pubblico come Museo della cattedrale e solo dopo ulteriori lavori di restauro e riallestimento, nel 2003, venne riconosciuto come articolazione del Museo Diocesano di Lanciano-Ortona.
Le opere in esso conservate, esposte in tre vasti ambienti, occupati nei secoli passati da altrettante cappelle collegate alla chiesa maggiore, rappresentano in maniera paradigmatica il livello artistico e culturale raggiunto da Ortona nel corso della sua storia ma soprattutto esse sono una testimonianza concreta della volontà di salvaguardare il proprio patrimonio culturale a beneficio delle future generazioni, anche nelle sciagure più devastanti, come fu certamente la distruzione alla quale la Città fu sottoposta nel dicembre del 1943.

## Traslazione: le reliquie di San Tommaso
L'isola di Chios (Chio), compresa nell'arcipelago delle Sporadi e vicinissima alla costa turca, nell'antichità fu fiorente città della Ionia d'Asia e vanta di aver dato i natali ad illustri uomini, quali i poeti Omero e Ione, lo storico Teopompo e il filosofo Metrodoro. Conquistata dai romani nel 70 a. C. successivamente fece parte dell'Impero bizantino. Fu saccheggiata dagli Arabi nell'VIII secolo e dai Turchi nel 1089. Dal 1204, inserita nell'Impero latino d'Oriente, poco dopo divenne oggetto di contesa tra Venezia e Genova, che cominciò lo sfruttamento nel 1261. I Turchi la conquistarono nel 1566.
Tre galee ortonesi raggiunsero l'isola di Chios nel 1258. L'impero bizantino era in crisi, il regno di Nicea sostenuto dai Greci tentava di strapparle il primato. Manfredi, principe di Taranto e futuro re di Puglia e di Sicilia, legato per accordi al despota dell'Epiro, e al re di Gerusalemme suo nipote, aveva favorito degli accordi, con documentazioni giunte fino a noi, non solo con tutte le città portuali dell'Adriatico Ortona compresa, ma anche con la stessa Genova, nemica dichiarata di Venezia. Manfredi aspirava non solo a conquistare l'Italia settentrionale, come in parte fece, ma anche a diventare imperatore d'Oriente. A tale scopo preparò una flotta di cento galee militari e affidò il comando al suo grande ammiraglio Filippo Chinardo. La flotta raggiunse Nauplia di Romània e poi si divise. Una parte combatté intorno al Peloponneso e alle isole dell'Egeo, l'altra nel mare che lambiva la costa siriana di allora. Le tre galee di Ortona si spostarono sul secondo fronte di guerra e raggiunsero l'isola di Chios. Il racconto che segue è fornito da Giambattista De Lectis, medico e scrittore ortonese del Mille e cinquecento. Dopo il saccheggio, il navarca ortonese Leone si recò a pregare nella chiesa principale dell'isola di Chios e fu attratto da un oratorio adorno e risplendente di luci. Un anziano sacerdote, attraverso un interprete lo informò che in quell'oratorio si venerava il Corpo di san Tommaso apostolo. Leone, pervaso da un'insolita dolcezza, si raccolse in preghiera profonda. In quel momento una mano luminosa per ben due volte lo invitò ad avvicinarsi. Il navarca Leone allungò la mano ed estrasse un osso dal foro più grande della pietra tombale, su cui erano incise delle lettere greche e raffigurato un vescovo nimbato a mezzo busto. Ebbe la conferma di quanto gli aveva detto l'anziano sacerdote e di trovarsi effettivamente in presenza del corpo dell'Apostolo. Tornò sulla galea e progettò il furto per la notte successiva, insieme al compagno Ruggiero di Grogno. I due così fecero. Sollevarono la pesante lapide e osservarono le reliquie sottostanti. Le avvolsero in candidi panni, le riposero in una cassetta di legno (conservata ad Ortona fino al saccheggio del 1566) e le portarono a bordo della galea. Leone, poi, insieme con altri compagni, tornò nuovamente nella chiesa, prese la pietra tombale e la portò via. Appena l'ammiraglio Chinardo venne a conoscenza del prezioso carico trasferì tutti i marinai di fede musulmana su altre navi e ordinò di prendere la rotta verso Ortona.
La galea che recava le Ossa dell'Apostolo navigò in modo più sicuro e veloce delle altre ed approdò al porto di Ortona il 6 settembre 1258. Secondo il racconto di De Lectis, fu informato l'abate Iacopo responsabile della Chiesa ortonese, il quale predispose tutti gli accorgimenti per un'accoglienza sentita e condivisa da parte di tutto il popolo. Da allora il corpo dell'apostolo e la pietra tombale sono custoditi nella cripta della Basilica. Nel 1259 una pergamena redatta a Bari dal giudice ai contratti Giovanni Pavone, alla presenza di cinque testimoni, conservata a Ortona presso la Biblioteca diocesana, conferma la veridicità di quell'avvenimento, riportato, come detto, anche da Giambattista De Lectis, medico e scrittore ortonese del Cinquecento.
Nel 1475, alcuni gentiluomini ortonesi, con la speranza di arricchirsi, concordarono di asportare le Ossa di san Tommaso per offrirle al Signore di Venezia. L'unica chiave, che apriva la serratura della cassetta contenente i resti mortali dell'Apostolo, era custodita da don Mascio, che divenne loro complice. Il tentativo, perpetrato di notte, non riuscì perché i rei ebbero l'impressione di sentire la voce dell'Apostolo che ammoniva: lassa stare. Impauriti fuggirono, ma la notizia si diffuse rapidamente in città. Seguirono inchieste e arresti. Contemporaneamente furono costruite le inferriate con catene e aumentate le chiavi fino a cinque. Dopo quel triste episodio venne responsabilizzato il Consiglio della città. Infatti, da quel momento in poi, la custodia delle sacre Ossa divenne un incarico prestigioso e di forte responsabilità, affidato contemporaneamente a due consiglieri, eletti dal Consiglio cittadino, e ai canonici scelti dal Vescovo della Diocesi.
Oggi le reliquie sono riposte sotto l'altare della cripta in un'urna di rame dorato con effigie realizzata nel 1612 dal pittore ortonese Tommaso Alessandrini.

## Ricognizione scientifica

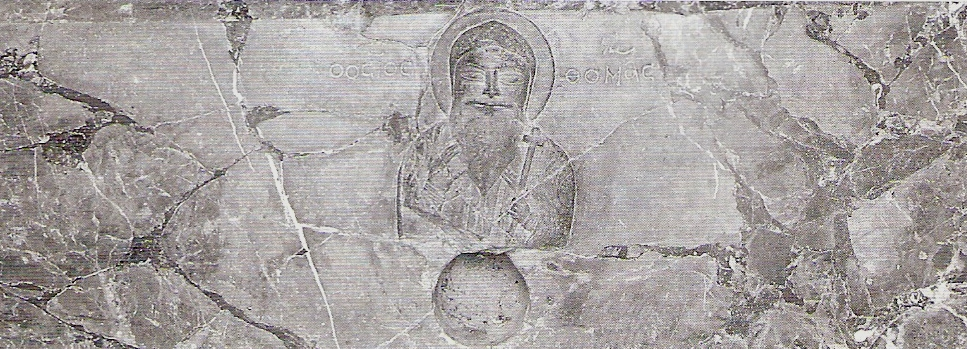
Pietra tombale del Santo asportata da Chio, insieme alle Reliquie

La ricognizione scientifica delle Ossa di san Tommaso, con tutte le operazioni prescritte, è durata dal 12 settembre 1983 al 25 aprile del 1986. La sera del 21 dicembre 1983, nel quarantesimo anniversario della distruzione della Cattedrale, sua Eccellenza mons. Enzio d'Antonio convocò un'assemblea popolare in cattedrale per la celebrazione eucaristica e per esporre un progetto di tutela e conservazione delle reliquie di san Tommaso apostolo.
La ricognizione ebbe inizio con l'estrazione del cranio dell'Apostolo dal busto d'argento custodito nell'urna posta al centro dell'altare della cappella dedicata a San Tommaso. Proseguì con l'apertura del sarcofago e della cassetta contenente le reliquie, e successivamente con l'esame macroscopico del cranio e dei reperti contenuti nell'urna metallica. La commissione era costituita dal Arnaldo Capelli, preside della facoltà di medicina dell'Università di Chieti, Sergio Sensi, direttore dell'Istituto di clinica medica dell'Università di Chieti, Luigi Capasso, docente di paleopatologia dell'Università di Chieti, Fulvio Della Loggia, aiuto clinica medica Università di Chieti.
La perizia antropologica sui resti dello scheletro doveva stabilire:
- i segmenti scheletrici sicuramente riferibili al cranio di San Tommaso
- attribuzione del sesso, dell'età alla morte e dell'epoca relativa
- rilevare eventuali condizioni patologiche
- riordinare il materiale scheletrico ai fini di una migliore conservazione

Come approfondimento degli studi furono anche effettuate indagini istologiche ed istochimiche. Le reliquie ricomposte furono esposte alla pubblica venerazione e poi si procedette alle operazioni per l'intervento conservativo. I lavori si conclusero con la sistemazione delle reliquie, la chiusura del cilindro e la sua sistemazione, dopo interventi tecnici altamente specializzati sotto l'altare della cripta, dove tuttora il corpo dell'Apostolo è conservato.
Nelle proposizioni riassuntive si legge: “(…) i resti scheletrici sono quelli di un longitipo con ossatura genericamente gracile, di statura 160 + - 10 cm, di età scheletrica compresa tra i 50 e i 70 anni, con caratteri sessuali secondari scheletrici di tipo maschile, affetto fra l'altro da una malattia reumatica che molto probabilmente è inquadrabile come spondilo-artrite anchilopoietica di Strumpell-Marie”. Inoltre nella relazione scientifica emerge che l'individuo esaminato “ mostra le tracce di una frattura dell'osso zigomatico marginali al taglio dimostra che non dovette trattarsi di un fendente pesante, ma soprattutto di un tagliente ben affilato, la cui azione si è limitata al taglio, piuttosto che alla spezzatura meccanica”.
Negli Atti di Tommaso, il martirio dell'Apostolo viene narrato in questi termini: “[…] Quand'ebbe terminata la suddetta preghiera, disse ai soldati: Su, eseguite gli ordini di chi vi ha inviato. Quelli vennero e lo trapassarono tutt'insieme con le lance. Cadde e morì”.
Anche in passato furono fatte molte ricognizioni scientifiche, a causa delle ripetute distruzioni della città e della cattedrale. La prima ricognizione fu fatta dopo l'assalto dei Turchi ad Ortona del 1566. Il documento relativo, redatto dal notaio Giuseppe Massari di Ortona, alla presenza di numerose autorità e testimoni, del vescovo mons. Rebiba, dei canonici, del sindaco, del fisico e dottore Giovan Battista De Lectis e di tanti altri, porta la data del 16 novembre 1575. La seconda ricognizione è del 26 aprile 1800, dopo l'aggressione fatta dai Francesi alla città di Ortona nel 1799. Le Ossa dell'Apostolo furono messe al sicuro in una cassetta, chiusa con una chiave e due lucchetti. Fu inaugurato il nuovo busto d'argento, dal momento che il precedente era stato fuso dai Francesi. La terza verifica è del 20 gennaio 1944, dopo la liberazione di Ortona dai Tedeschi, che comunque non avevano arrecato nessun danno né alle Ossa conservate in un sarcofago sotto l'altare, né al Busto “murato” in un luogo segreto del campanile. L'atto notarile è firmato dal notaio Tommaso Pettinelli. Le ricognizioni del 1952 e del 1958 mirarono ad un rigoroso elenco e ad una denominazione tecnica di tutte le Ossa dell'Apostolo.

### Relazione sull'osservazione di una reliquia ossea attribuita a San Tommaso custodita nella basilica di San Nicola di Bari
Nel Tesoro della basilica di San Nicola di Bari sono custoditi moltissimi reliquiari. Tra essi vi è quello contenente una reliquia ossea attribuita all'Apostolo Tommaso. Il reliquiario viene fatto risalire al 1602-1618 ha la forma di un braccio destro che impugna una lancia, nella iconografia antica simbolo del martirio subito dall'Apostolo, e poggia su una base contenente una reliquia della Maddalena.
"Trattasi di un osso lungo (lunghezza prevalente sugli altri diametri), conservato in Bari dal 1102, che presenta l'estremità superiore, o epifisi prossimale, a forma di disco rotondeggiante, scavato in corrispondenza della faccia libera. [...] Da quanto esposto si possono trarre le seguenti conclusioni:
1) Il valore dell'altezza del soggetto ricostruita con l'osso radio custodito nella Basilica di san Nicola di Bari (163,40 cm. + 2.006) non ha rilevato una diversità statisticamente significativa (p > 0.05) con il valore dell'altezza ricostruita con i femori delle reliquie conservate nella Basilica di San Tommaso Apostolo in Ortona (160 cm. + 10). È possibile perciò che l'osso radio di Bari e le Reliquie di Ortona siano appartenute, in vita, allo stesso soggetto.
2) La mancanza nelle Reliquie custodite in Ortona dell'osso radio sinistro rende la Reliquia portata a Bari nel 1102 compatibile e complementare con quelle portate in Ortona da Chios nel 1258."

## Devozione
San Tommaso Apostolo è il compatrono dell'Arcidiocesi di Lanciano-Ortona insieme alla Madonna del Ponte cui è dedicata la Cattedrale-Basilica di Lanciano. La festa liturgica è il 3 luglio e la festa patronale è la prima domenica di maggio, detta del “Perdono” per la concessione papale dell'Indulgenza Plenaria.

## Pellegrinaggi

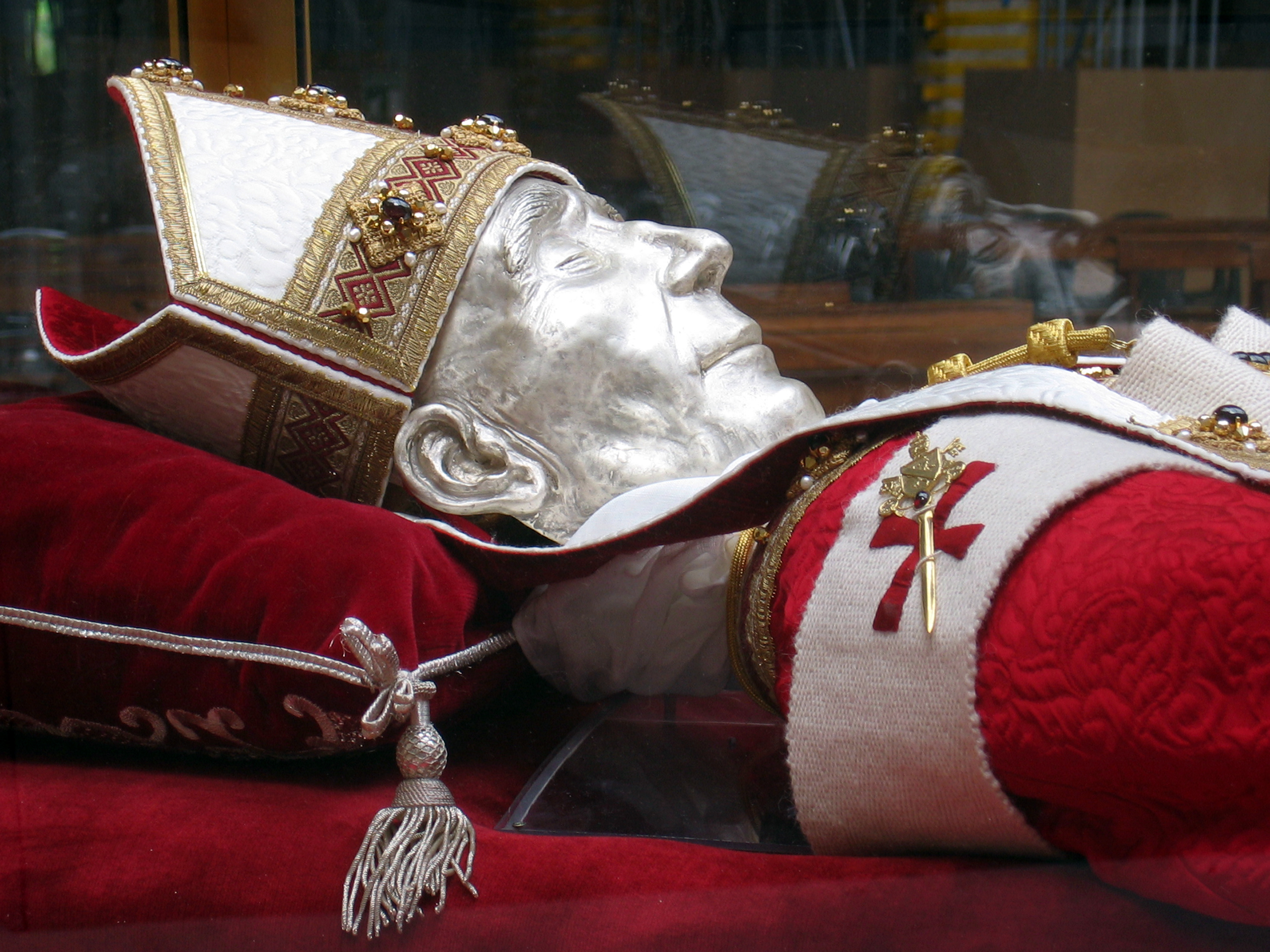
Papa Celestino V

Il 3 giugno 2005 nella concattedrale venne ospitata per un giorno il simulacro della Madonna del Ponte patrona dell'arcidiocesi per l'Anno eucaristico-mariano e dal 1° al 15 dicembre 2009 vennero ospitate e custodite la sacre spoglie di papa Celestino V in occasione dell'Anno giubilare celestiniano.